# Сабанєєв Іван Федорович
Іва́н Фе́дорович Сабанє́єв (7 (19) жовтня 1856, Москва — 1937, Одеса) — хірург, один з основоположників світової судинної хірургії.

## Біографія
1882 року закінчив медичний факультет Київського університету, з 1887 працював в Одесі, у 1904 — 1908 — приват-доцент Новоросійського університету. Працював старшим лікарем міської лікарні Одеси. Під час громадянської війни виїхав до Османської імперії.
Праці Сабанєєва присвячені переважно питанням пластичної хірургії. 1890 року запропонував різновид операції (названа його ім'ям — Операція Сабанєєва) з ампутації стегна. Створив методику утворення зовнішнього свища при операціях на шлунку. Розробляв питання лікування туберкульозу, зшивання кровоносних судин, першим опрацював методику накладання шлункової нориці.